# عبد الرحمن فضل الأرياني
عبد الرحمن فضل الارياني سياسي ومسئول يمني سابق من مواليد مديرية القفر محافظة إب عام 1954.

## المؤهلات العلمية
1. حاصل على ماجستير في العلوم الزراعية من جامعة ولاية كلورادو في الولايات المتحدة الأمريكية.
2. بكالريوس في العلوم الزراعية من الجامعة الأمريكية في بيروت .

## المناصب التي تقلدها
- شغل مناصب رئيس الهيئة العامة لتنمية وتطوير الجزر اليمنية.
- مدير لبرنامج صون وتنمية ارخبيل سقطرى .
- مدير صندوق صون سقطرى .
- مستشار في البنك الدولي في مشروع مياه تعز الاستطلاعي.
- مستشارا في مشروع دعم المساعدة الذاتية في القطاع الزراعي التابع للـ/ جي تي زد / في تعز و اب و ابين ولحج.
- مستشار للاتحاد الدولي لصون البيئة في تعز وحضرموت .
- باحث في هيئة البحوث الزراعية في المرتفعات الجنوبية والوسطى والبون وحجة .
- مؤسس ومدير منظمة اليمن الخضراء البيئية .
- عين وزيرا للمياه والبيئة في التشكيل الوزاري في 14 فبراير 2006م.
- اعيد تعيينه وزيرا للمياه والبيئة في التشكيلة الحكومية في 5 ابريل 2007م .
- عين مستشارا لشؤون المياه والبيئة في مكتب رئاسة الجمهورية في 7 نوفمبر 2012م.